# Quercus aliena
Quercus aliena là một loài thực vật có hoa trong họ Cử. Loài này được Blume miêu tả khoa học đầu tiên năm 1851.

## Hình ảnh

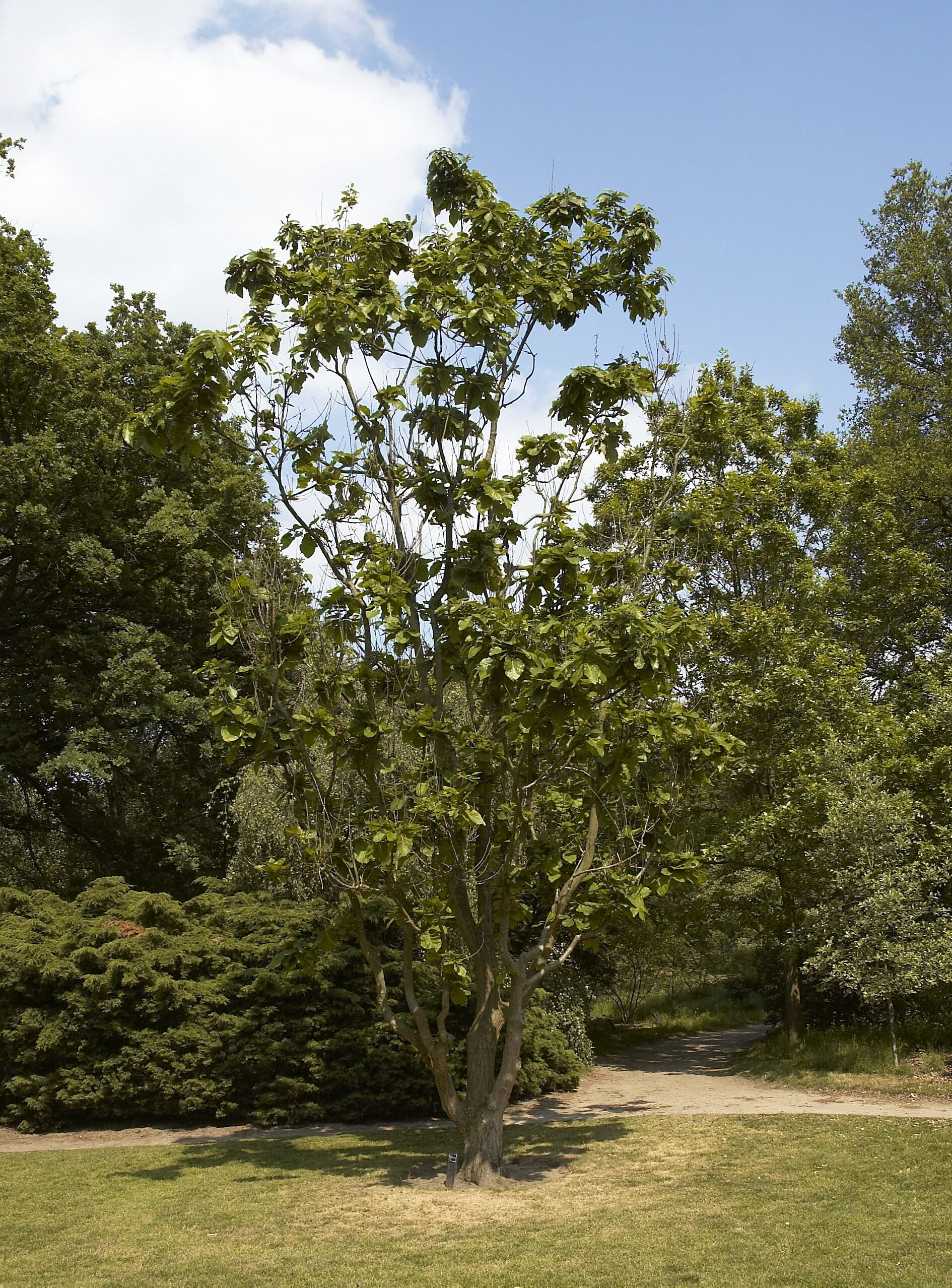
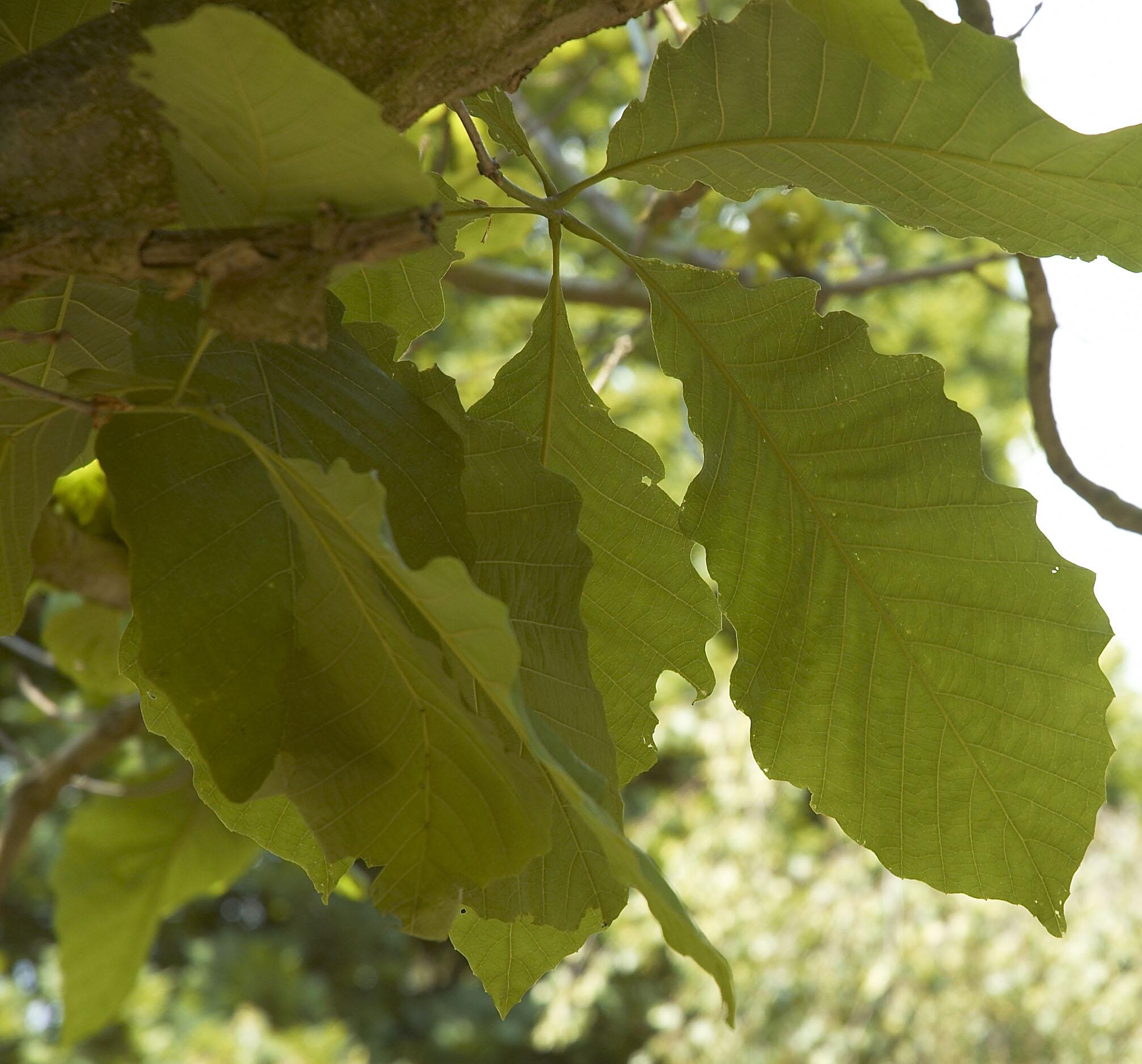
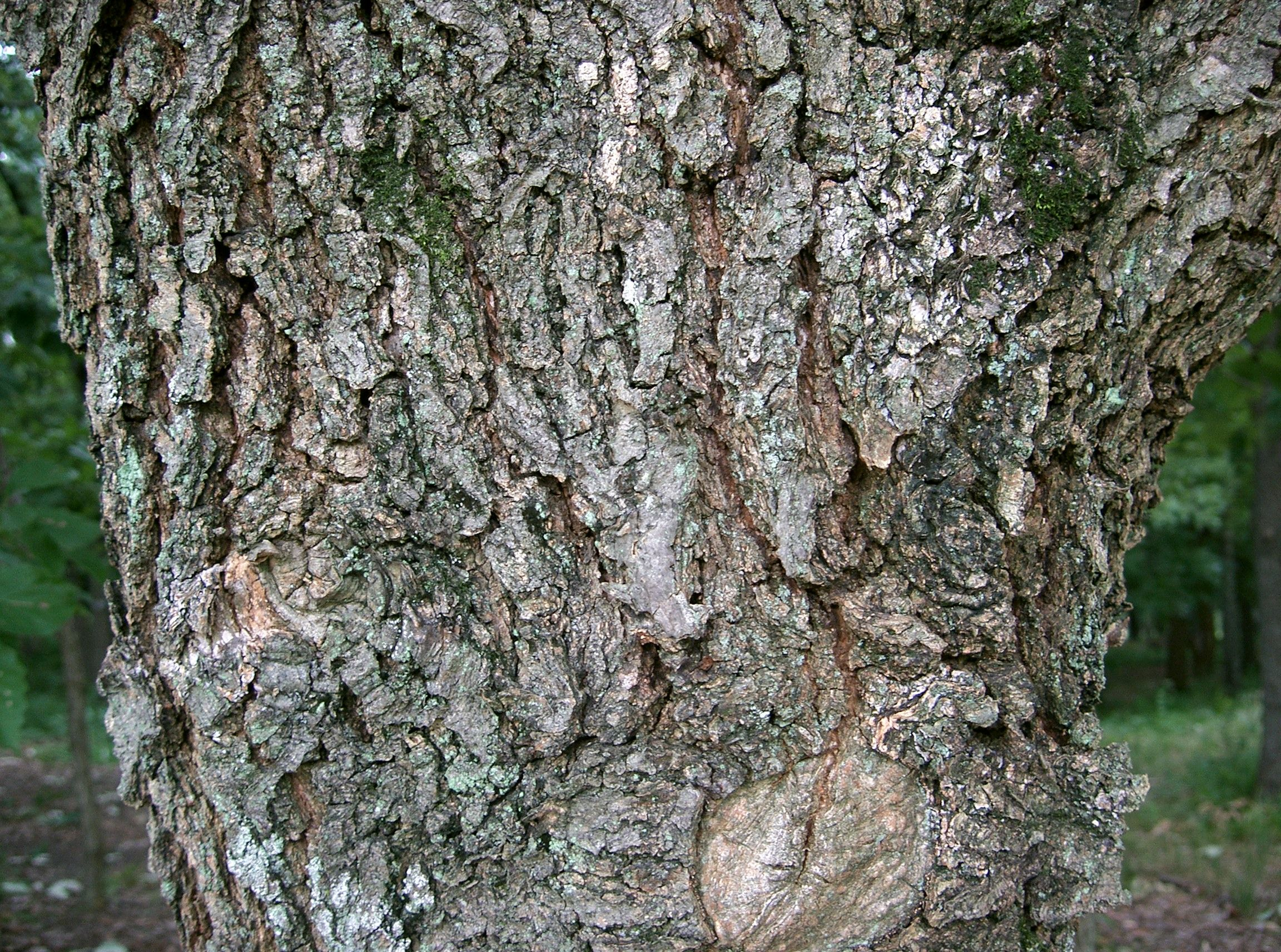
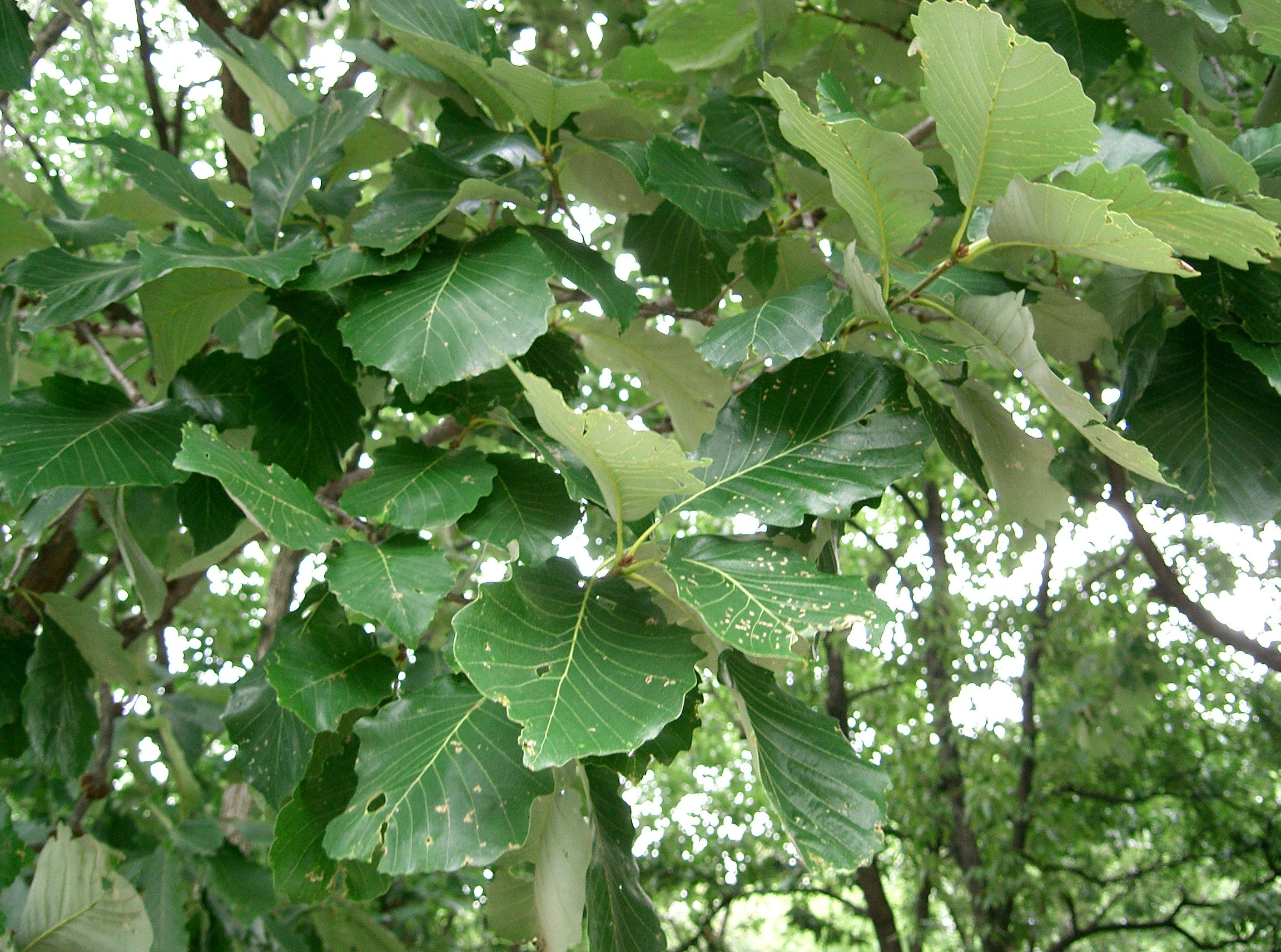